# 時間囊
時間膠囊，又稱時空膠囊，是一個貯藏貨物或資料用的物品，作為一個與未來的人溝通用的方法。它一般在世界博覽會此類大型展覽中製作並埋下，等待下一次的機緣令它們再次得以發現。它們有時會無意地給埋下，例如龐培城。「時間囊」（time capsule）似乎是1938年才出现的新词但关于时间胶囊的想法和首次使用可能比目前记载的要古老得多。

## 背景
時間囊可分為兩類：「有意類」和「無意類」。有意製作的時間囊通常會放置於計劃地點，並會在特定的時間開啓。無意形成的時間囊則是自然形成的古物，較有文化象徵性的就多於固定考古發掘地點中找出，就好像被維蘇威火山爆發所掩蔽的龐培城。
時間囊這個概念並不是近代才出現的。吉爾伽美什史詩——一首人類最早期的文學代表作，在開首時曾記述如何在烏魯克長城的基石中找出一箱銅幣的方法，而那箱中有一塊寫有吉爾伽美什傳說的石碑——這正是一個時間囊。另一時間囊則給當成手工製品般藏在美索不達米亞城的一個地窖中。在1992年，一個時間囊給埋藏在力高羅敦工作室的地板，並計劃於2042年4月30日開啓。但是因為工作室的倒閉，時間囊在2006年8月被移走。那個囊中藏有當時深受孩子歡迎之物，其中包括一部任天堂的Game Boy。
在1937年，在準備1939年紐約世界博覽會期間，有人提議埋下一個時間囊5000年（即由1939年至6939年），時間囊這個名詞便由此而生。1939年在紐約世界博覽會中展出了由西屋製造的時間囊，它是西屋展品中的一部分。西屋时间舱高90寸，重800鎊，內部直徑長6.5寸。西屋將這由銅鉻合金所製的東西稱為「囊」，並堅稱它具有鋼鐵般的硬度。它載有農作物種子、一部顯微鏡、一卷15米長的新聞短片等等。接着在1965年，第二個現代化時間囊給製作出，並給埋在第一個時間囊的北邊十尺處。兩個時間囊都埋在法拉盛草原可樂娜公園地下50尺，即两次世博會的舉辦地。那兩個分別在1939年和1965年所製的時間囊都計劃於在同年開啓。其後在1985年西屋又再次製作出一個更小、由樹脂玻璃製的時間囊，並計劃將它埋在紐約的心臟地帶瑪利洛候爵酒店。但此計劃最終並未實施。
一般認為現代首個成功放置的時間囊是文明窖藏，它在1936年埋藏在奥格尔索普大学，並安排在8113年開啟。雖然當時並無「時間囊」這名稱，但它其實算是第一個時間囊。
此外，有兩個比較特別的時間囊給「埋」在宇宙。它們分別是先驅者鍍金鋁板和旅行者金唱片。這兩個特殊的時間囊是為了在未來將發展的太空人技術而給太空船帶到宇宙的。第三個時間囊——KEO衛星將會在2014年發射升空，而這個帶着地球上居民的訊息的時間囊將於52000年返回地球，重回世人的懷抱。
國際時間囊協會是一個維持現存所有時間囊資料的組織。

## 批評

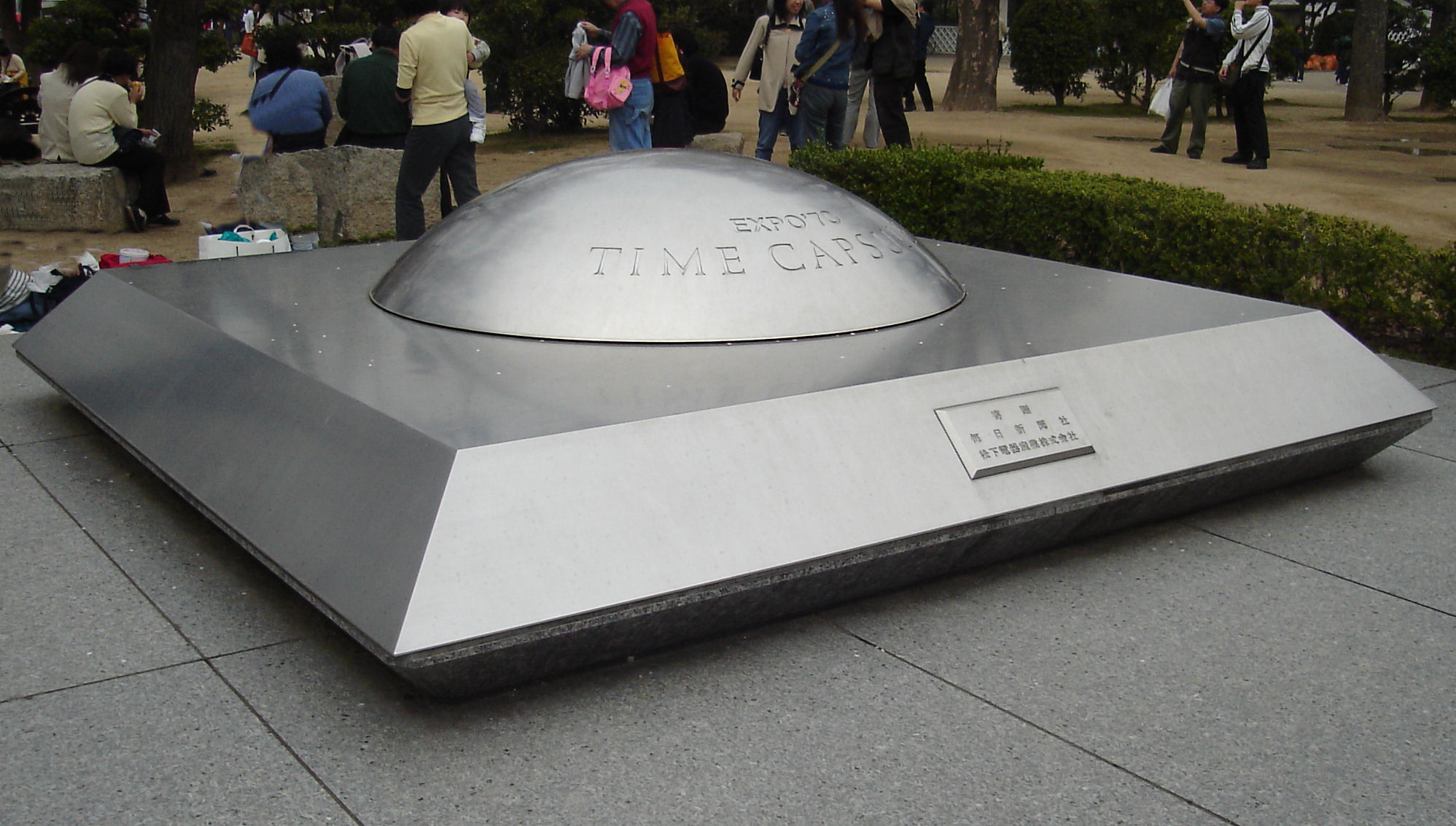
1970年大阪萬國博覽會時由每日新聞及松下電器所埋下的時間囊

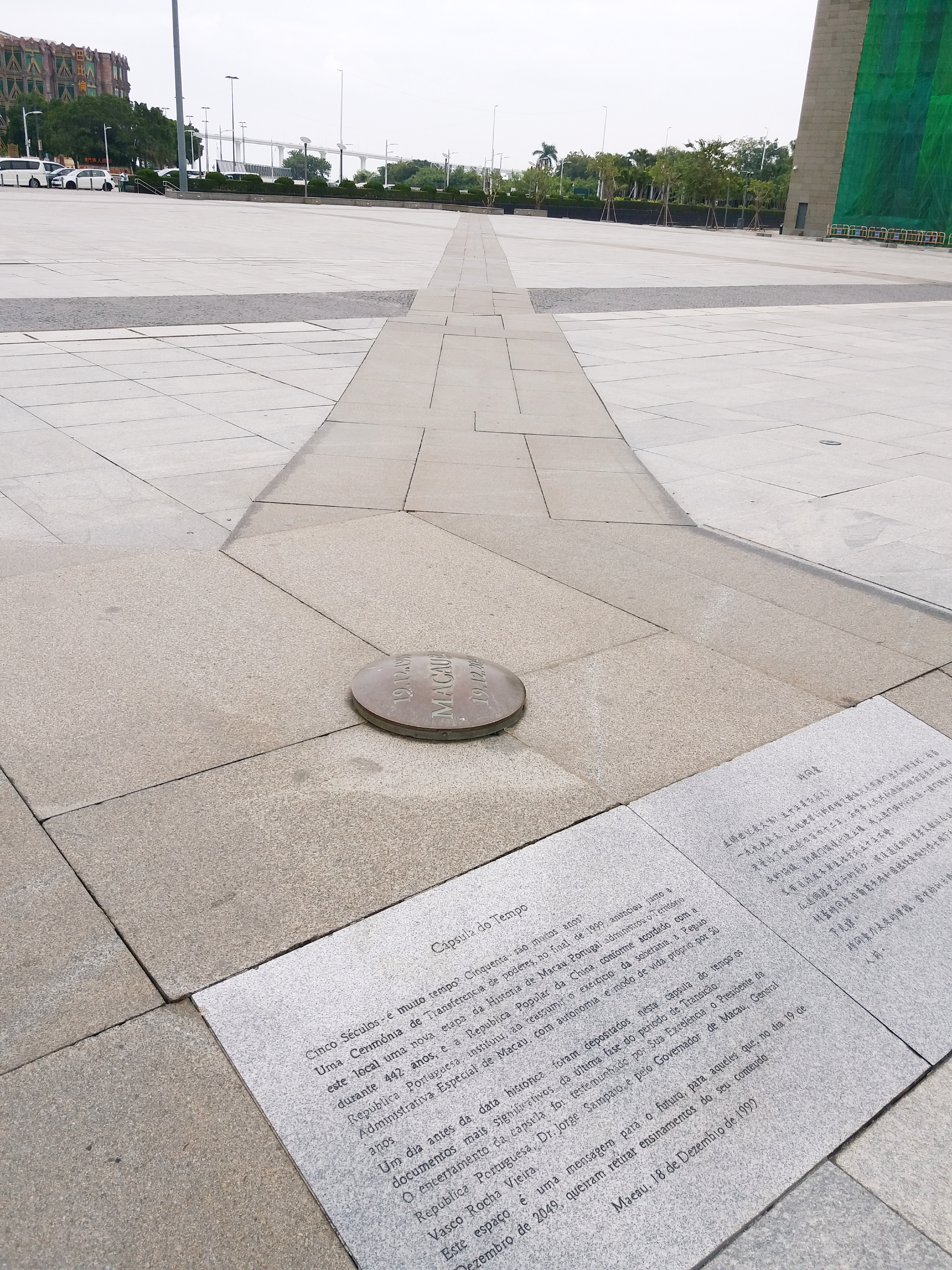
位於澳門的時間囊

根據歷史學家威廉·支飛（英语：William Jarvis）所言，時間囊在這樣的條件下，只能提供極少當時人類的資料。相對，龐培城則含有有關當時人類日常生活之材料，好像牆上的塗鴉、食物和留存在火山灰中的人體屍骨。歷史學家反而覺得那些能夠描述當時人民日常生活的东西，如個人筆記、畫作和文件會大大提升時間囊對未來歷史學家的價值。

## 外部連結
- International Time Capsule Society at Oglethorpe University
- Capturing Time: The New York Times Capsule; an American Museum of Natural History exhibition
- The book of record of the time capsule of Cupaloy — New York World's fair 1939, scanned book via Internet Archive
- The future of the future - Seattle Weekly
- KEO計畫 （页面存档备份，存于）
- Time Capsules from Tales of Futures Past
- Genesis Landing Site Monument Installation （页面存档备份，存于）
- Andy Warhol's Time Capsule 21
- Plymouth Belvedere Time Capsule （页面存档备份，存于）
- Time Netsule (circa July 2006) （页面存档备份，存于）
- Time In A Capsule: Wilderness Time Capsule Adventures （页面存档备份，存于）